# Лос Кабос Оупън
Лос Кабос Оупън (на английски: Los Cabos Open) е професионален турнир по тенис за мъже от ATP Tour 250, който се провежда в Лос Кабос, Мексико, играе се на открити твърди кортове.  Los Cabos Open е професионален турнир по тенис за мъже, който се играе на открити твърди кортове. Той е част от серията ATP Tour 250 на Асоциацията на професионалистите по тенис (ATP). 

## Финали
| Година | Шампион                                       | Финалист                                      | Резултат                                      |
| ------ | --------------------------------------------- | --------------------------------------------- | --------------------------------------------- |
| 2025   | Денис Шаповалов                               | Александър Ковачевич                          | 6 – 4, 6 – 2                                  |
| 2024   | Джордан Томпсън                               | Каспер Рууд                                   | 6 – 3, 7 – 6(7–4)                             |
| 2023   | Стефанос Циципас                              | Алекс де Минор                                | 6 – 3, 6 – 4                                  |
| 2022   | Даниил Медведев                               | Камерън Нори                                  | 7 – 5, 6 – 0                                  |
| 2021   | Камерън Нори                                  | Брандън Накашима                              | 6 – 2, 6 – 2                                  |
| 2020   | Турнирът на се провежда (пандемията КОВИД-19) | Турнирът на се провежда (пандемията КОВИД-19) | Турнирът на се провежда (пандемията КОВИД-19) |
| 2019   | Диего Шварцман                                | Тейлър Фриц                                   | 7 – 6(8–6), 6 – 3                             |
| 2018   | Фабио Фонини                                  | Хуан Мартин дел Потро                         | 6 – 4, 6 – 2                                  |
| 2017   | Сам Куери                                     | Танаси Кокинакис                              | 6 – 3, 3 – 6, 6 – 2                           |
| 2016   | Иво Карлович                                  | Фелисиано Лопес                               | 7 – 6(7–5), 6 – 2                             |